# Calycobolus

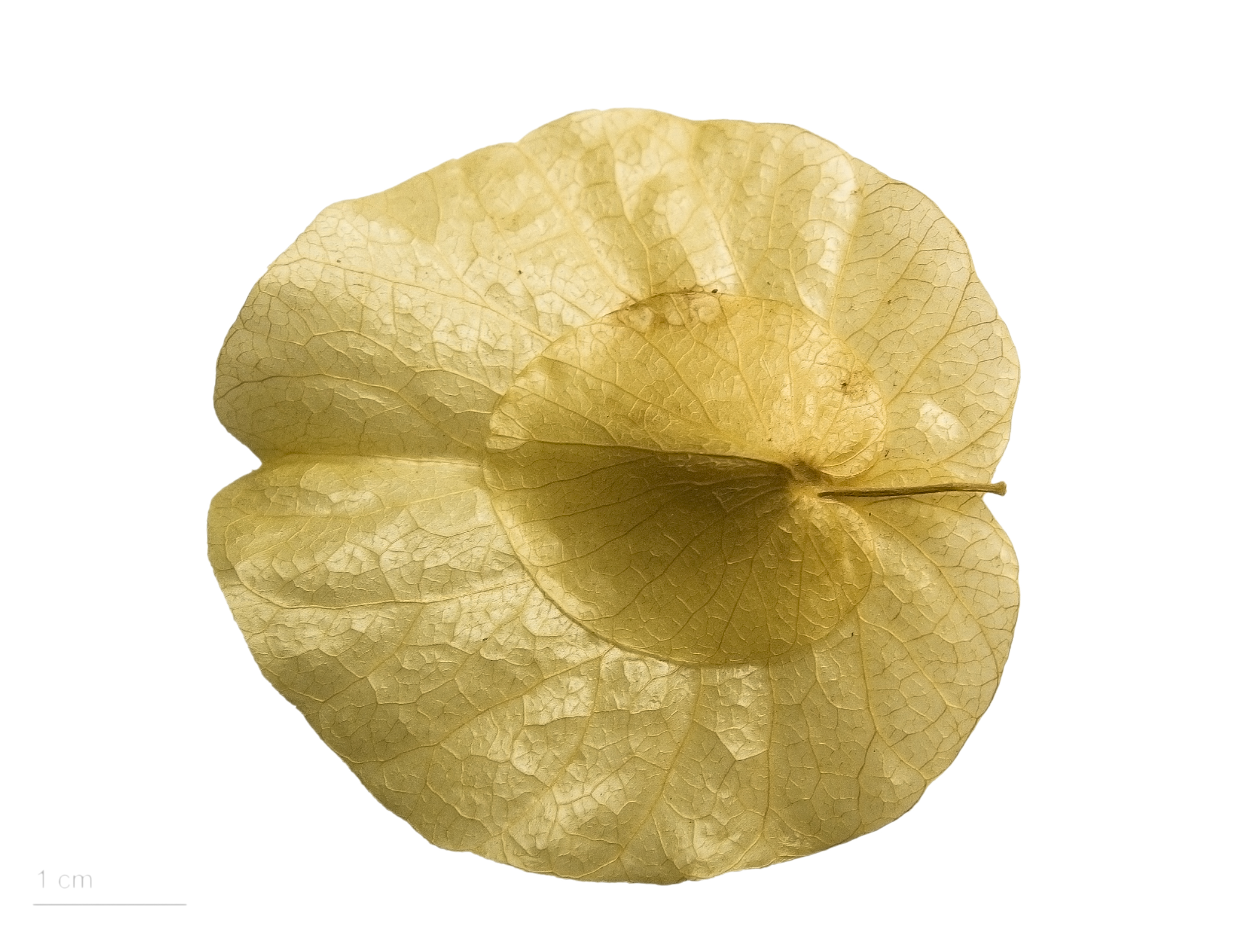
Calycobolus africanus - MHNT

Calycobolus é um género botânico pertencente à família Convolvulaceae.